# إدغار باتل
إدغار باتل (بالإنجليزية: Edgar Battle)‏ هو عازف جاز أمريكي، ولد في 3 أكتوبر 1907 في أتلانتا في الولايات المتحدة، وتوفي في 6 فبراير 1977 في نيويورك في الولايات المتحدة.

## وصلات خارجية
- إدغار باتل على موقع ميوزك برينز (الإنجليزية)
- إدغار باتل على موقع أول ميوزيك (الإنجليزية)
- إدغار باتل على موقع ديسكوغز (الإنجليزية)